# Valentines (EP)
Valentines é um EP da cantora americana Mariah Carey, lançada pela Columbia Records nos Estados Unidos em 1 de Janeiro de 2000. Foi uma edição exclusiva e limitada para as lojas Wal-Mart americana e o primeiro álbum da cantora nos Estados Unidos a conter a canção "Theme from Mahogany (Do You Know Where You're Going To)," de Diana Ross regravação originalmente lançada como faixa-bônus no álbum #1's (1998) lançados fora dos Estados Unidos.

## Faixas
| N.º            | Título                                                    | Compositor(es)                       | Duração |  |
| 1.             | "Vision of Love" (do álbum Mariah Carey)                  | Mariah Carey Ben Margulies           | 3:29    |  |
| 2.             | "Underneath the Stars" (do álbum Daydream)                | Carey Walter Afanasieff              | 3:33    |  |
| 3.             | "My All" (do álbum Butterfly)                             | Carey Afanasieff                     | 3:51    |  |
| 4.             | "Babydoll" (do álbum Butterfly)                           | Carey Missy Elliott Rooney Stevie J. | 5:06    |  |
| 5.             | "Theme from Mahogany (Do You Know Where You're Going To)" | Michael Masser Gerald Goffin         | 3:45    |  |
| Duração total: | Duração total:                                            | Duração total:                       | 31:06   |  |